# 智利奥林匹克委员会
智利奥林匹克委员会（西班牙語：Comité Olímpico de Chile，IOC编码：CHI）是代表智利的国家奥林匹克委员会。智利奥林匹克委员会成立于1934年，并于同年获得国际奥林匹克委员会的认可。该组织也是泛美体育组织的成员。

## 外部连结
- 官方网站 （西班牙文）